# Església de Santa Cristina d'Aro
L'església de Santa Cristina d'Aro està situada al peu de les Gavarres, dalt d'un pujol, a la part més alta del poble de Santa Cristina d'Aro. És un temple d'origen medieval, de notables proporcions i modificat en diverses ocasions, encara que l'arrebossat de calç que cobreix totalment l'exterior i l'interior dificulta la datació dels diversos elements. És un monument protegit i inventariat dins el Patrimoni Arquitectònic Català.

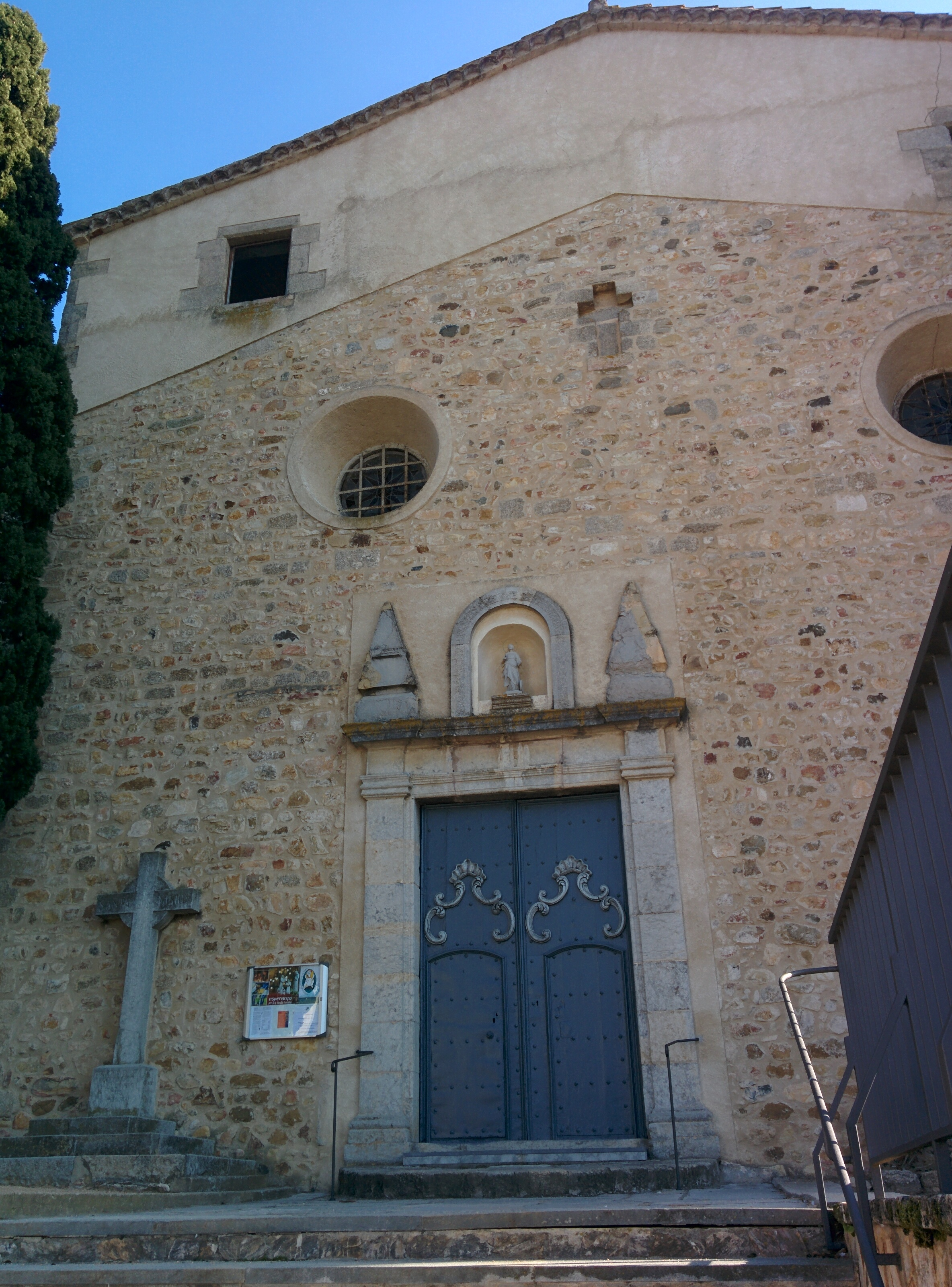

L'edifici actual consta de dues naus i creuer. La nau N, més ampla, té absis semicircular i l'altra, al S, té una sagristia a l'angle E feta al segle xviii, la qual va substituir l'absis originari. Els arcs triomfals i els formers són de ferradura i estil preromànic. La mateixa forma té la volta del transsepte, que travessa les naus. La torre-campanar, quadrada, és de base romànica llevat de la part alta, acabada amb un pinacle. La porta del frontis, rectangular, és del segle xviii, mentre que la porta lateral (tapiada) és del segle xii. Tot l'edifici és fet de pedra local i tant l'interior com l'exterior són arrebossats.
L'església apareix esmentada el 1041 com el lloc on es reuniren l'abat i els monjos de Sant Feliu de Guíxols amb Ermessenda, comtessa de Barcelona, el seu germà Pere, bisbe de Girona, i Guifred Vidal, senyor de Pals, quan els fou confiada la custòdia i la defensa del Castell d'Aro i els foren concedides les primícies i delmes de la parròquia de Santa Cristina. La seva importància monumental correspon a la seva condició de parròquia principal de la Vall d'Aro a l'alta edat mitjana.